# Công viên địa chất Lạng Sơn
Công viên địa chất Lạng Sơn Công viên địa chất Lạng Sơn được thành lập ngày 13/12/2021 theo Quyết định số 2424/QĐ-UBND của Ủy ban nhân dân tỉnh Lạng Sơn. Công viên địa chất Lạng Sơn trên phạm vi hành chính của các huyện: Bắc Sơn; Chi Lăng; Hữu Lũng; Lộc Bình; Văn Quan; thành phố Lạng Sơn; một phần địa giới hành chính của huyện Bình Gia ; một phần địa giới hành chính của huyện Cao Lộc với tổng diện tích khoảng 4.842,58 km2 với dân số khoảng 627.500 người (tương đương chiểm khoảng 58% diện tích và 78% dân số toàn tỉnh).

## Di sản văn hóa - lịch sử
Địa bản tình Lạng Sơn có sự hiện diện của 07 dân tộc chính gồm: Nùng, Tày, Kinh, Dao, Hoa, Sán Chay, Mông..., với văn hóa đa dạng và đặc sắc. Về giá trị khảo cổ học, tỉnh Lạng Sơn có nhiều di chỉ khảo cổ có giá trị như ở Mai Pha, hang Thẩm Khuyên, Thẩm Hai, Kéo Lèng, Phai Vệ, nền văn hóa Mai Pha, nền văn hóa Bắc Sơn...,

## Di sản đa dạng sinh học
Công viên địa chất Lạng Sơn có hệ sinh thái đặc biệt, mà điển hình là ở Khu dự trữ thiên nhiên Hữu Liên với diện tích 8.293,4 ha đã ghi nhận được 794 loài thực vật bậc cao có mạch thuộc 162 họ, với 31 loài được ghi trong Sách đỏ Việt Nam; 57 loài thú, 23 loài bò sát, 14 loài lưỡng cư. .

## Đặc điểm và giá trị địa chất

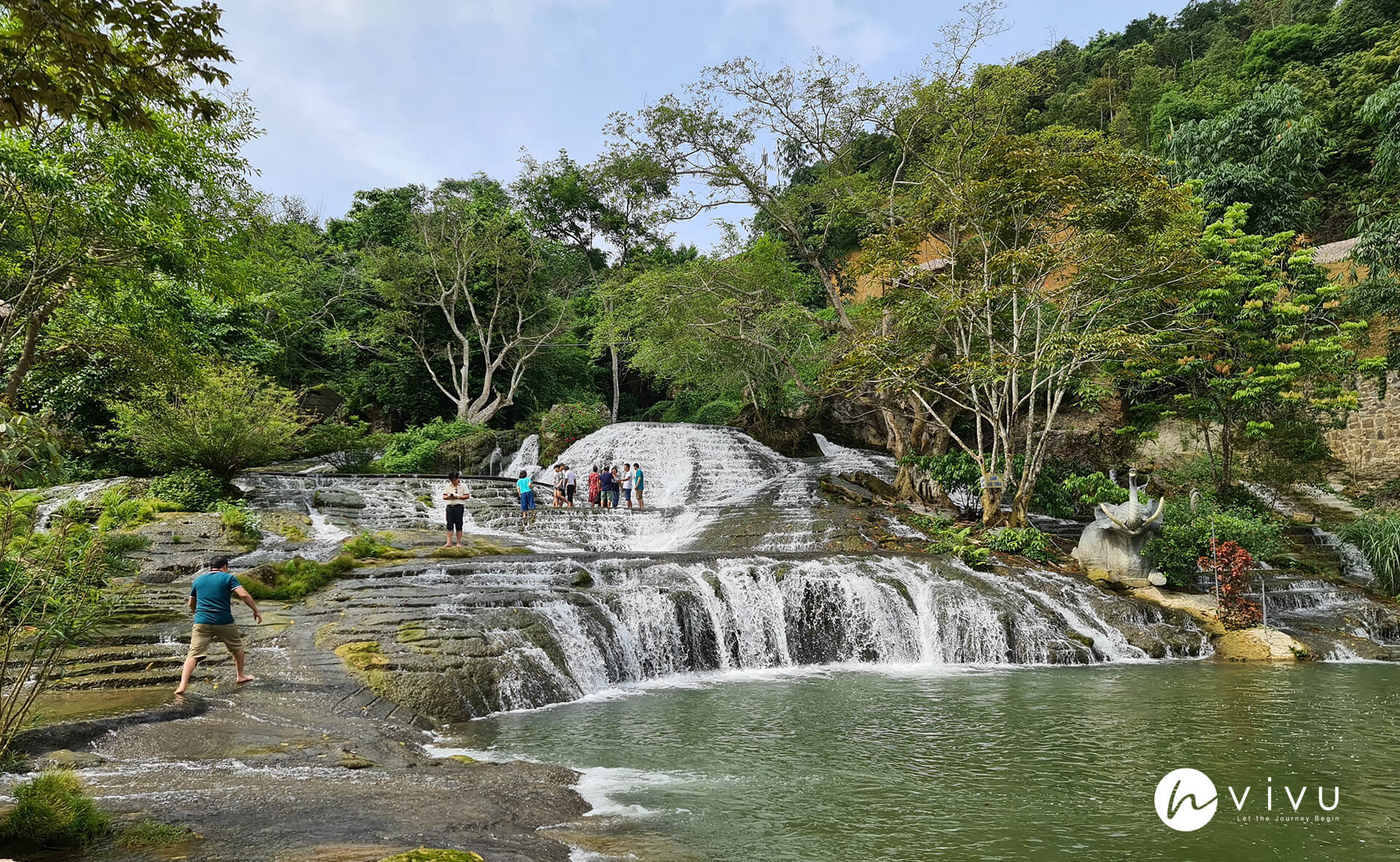
Thác Đăng Mò, Bình Gia

Trong đề án thành lập, đặc điểm địa chất khu vực đã được nêu nổi bật về tính đa dạng phong phú của di sản địa chất của công viên điạ chất Lạng Sơn. Đặc điểm làm nên sự khác biệt của địa hình Karst ở Lạng Sơn đó là thời gian thành tạo ở giai đoạn trưởng thành thể hiện ở hệ thống hang động đồ sộ nhưng đa phần còn phân cách chưa liên thông (trong khi Karst trưởng thành và già tại công viên địa chất Non nước Cao Bằng đã liên thông hết còn  ở Công viên địa chất Cao nguyên đá đồng văn Karst non trẻ dạng dãy)